# Räfsö, Björneborg
Räfsö (finska: Reposaari) är en ö och stadsdel i Björneborg i Finland. Den ligger vid Bottenhavet utanför Kumo älvs mynning cirka 30 kilometer nordväst om stadens centrum. Räfsö och dess gamla trähussamhälle är en av de mest populära turistattraktionerna i Björneborg.

## Historia
Räfsö var en lastplats för segelfartyg redan på 1600-talet och Björneborgs hamn var belägen på Räfsö från 1770-talet till början av 1900-talet. Räfsö industrialiserades på 1800-talet. Varvet grundades 1826 och Räfsö Ångsågs Ab, som ägdes av ett handelshus i Stockholm, 1872. Sedan 1950-talet har ön varit ansluten till fastlandet med väg- och järnvägsbroar.

## Sevärdheter
- Räfsö kyrka
- Minnesmärke av torpedobåt S 2
- Räfsö befästningsområdet från 1930-talet
- Räfsö fiskehamn
- Räfsö vindpark och besökscentrum[5]

## Bilder från Räfsö

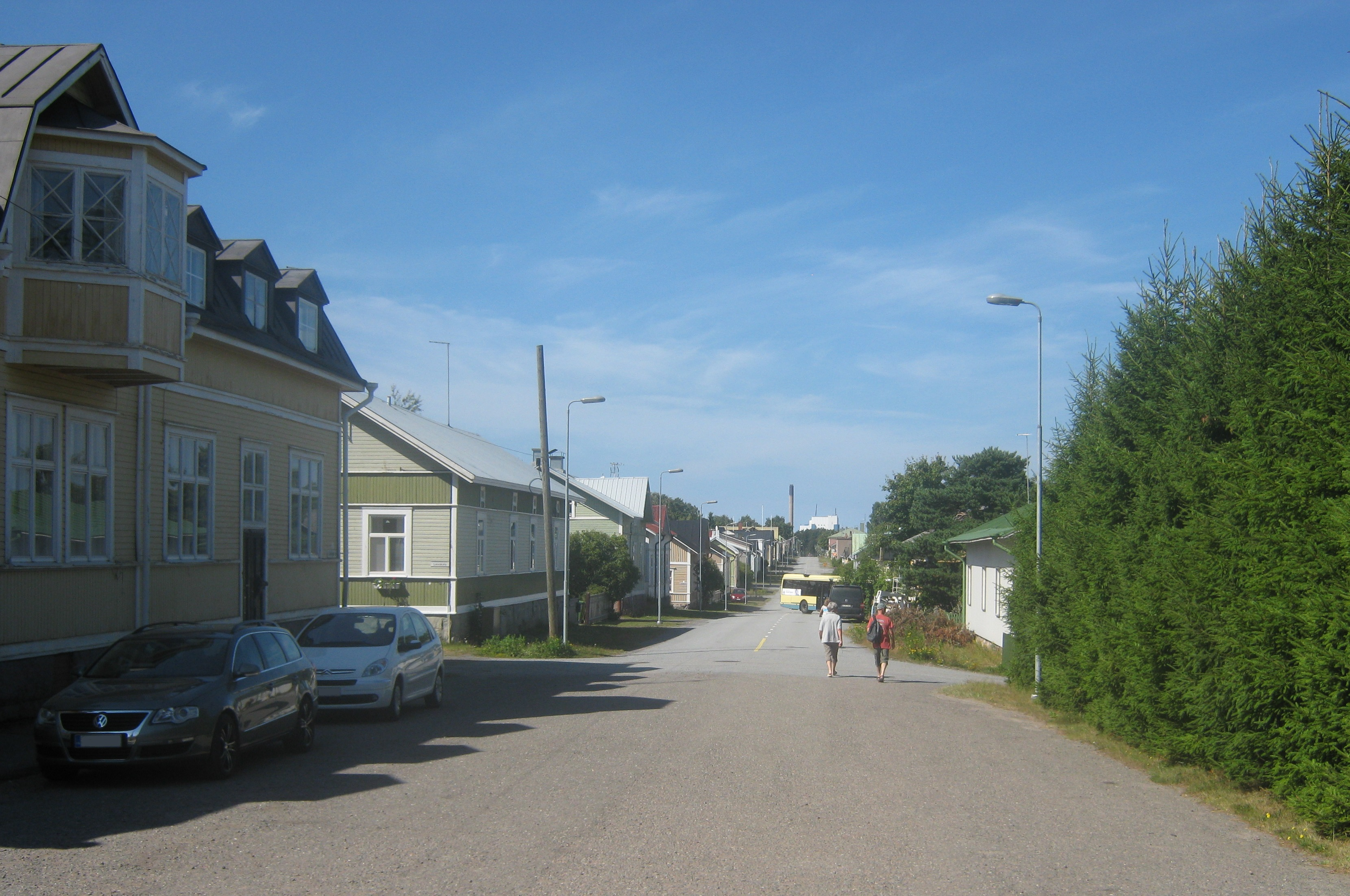
Kyrkogatan
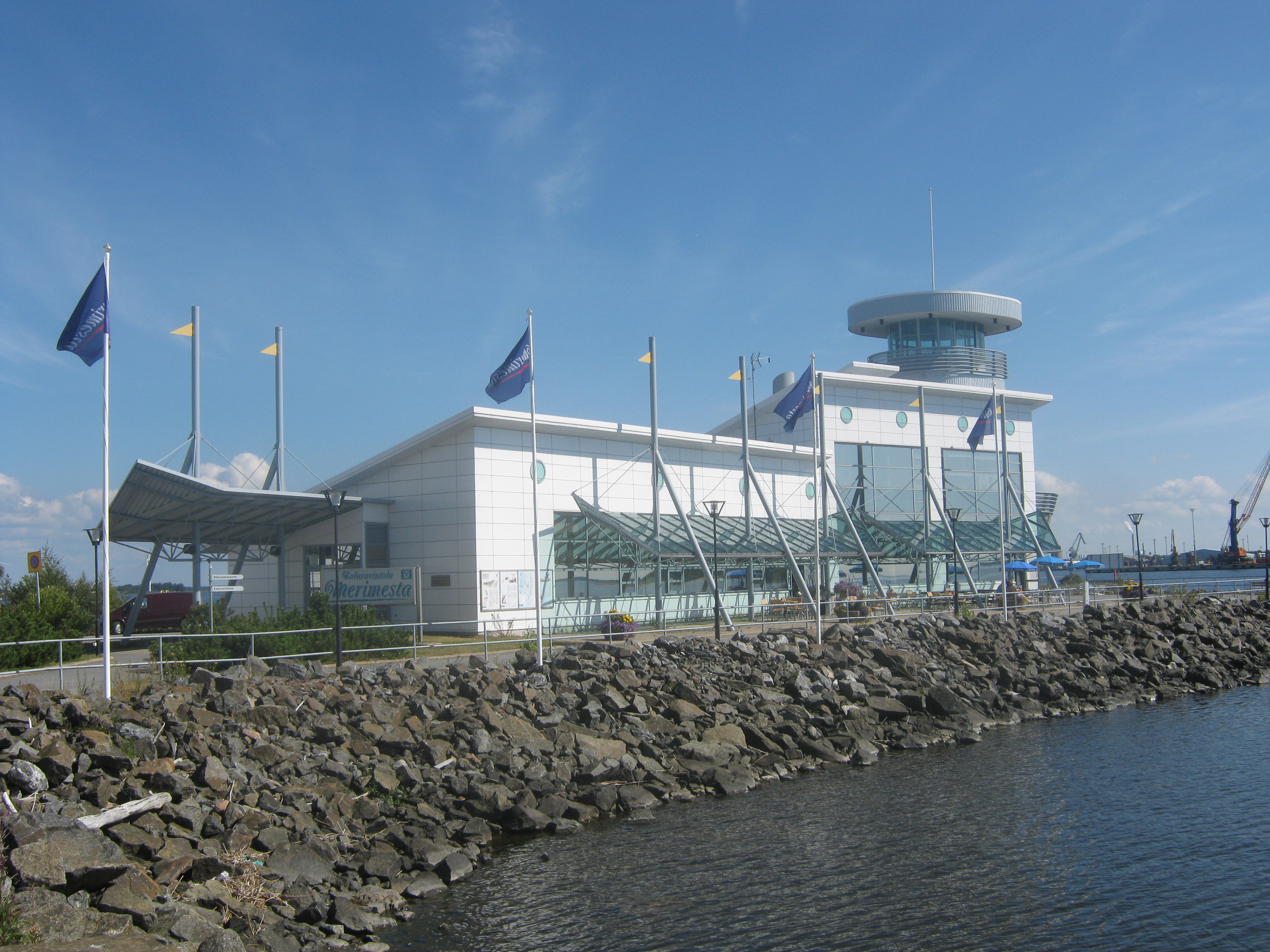
Fiskkrog i fiskehamn
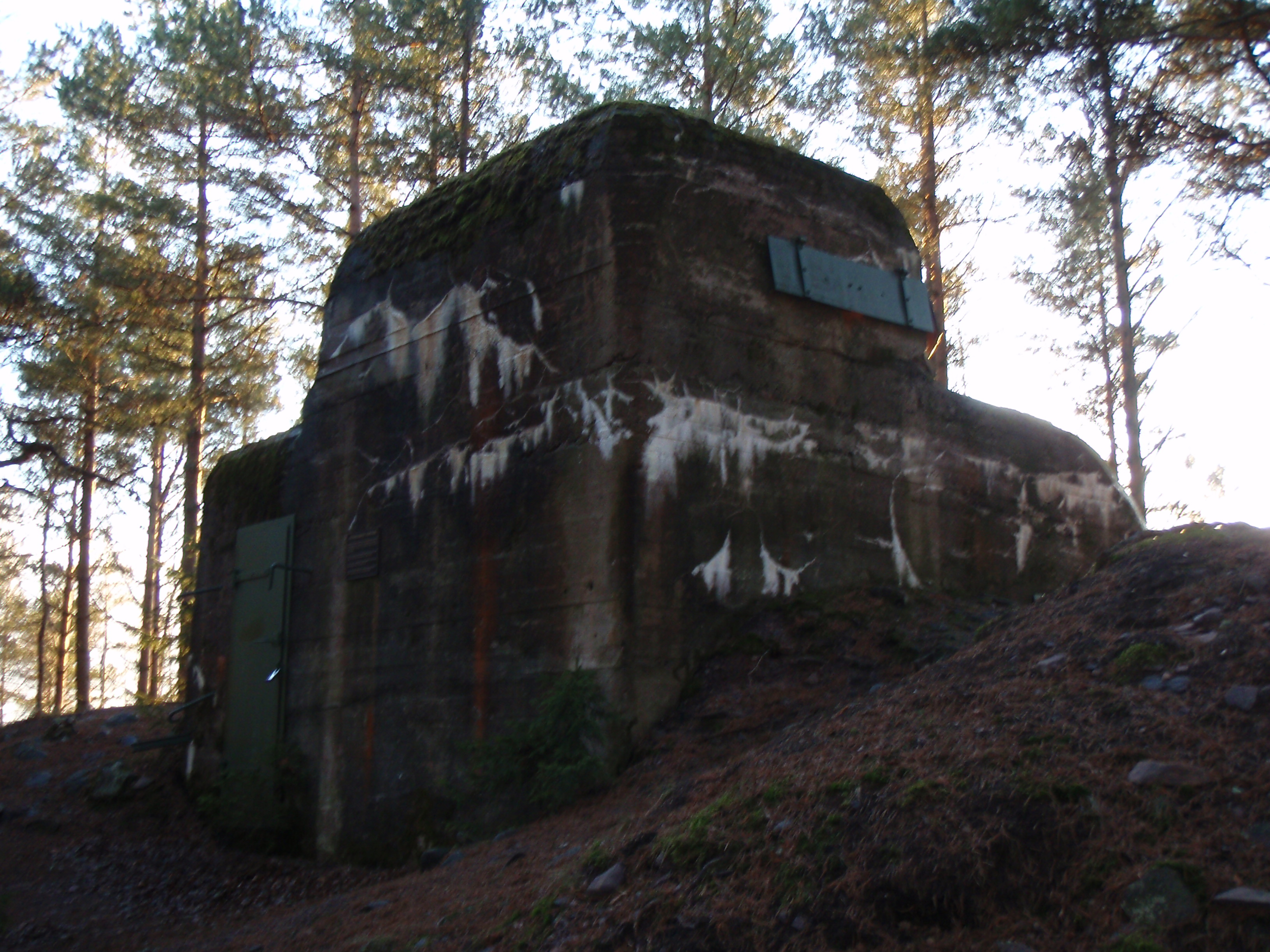
Stridsvärn i befästningsområdet
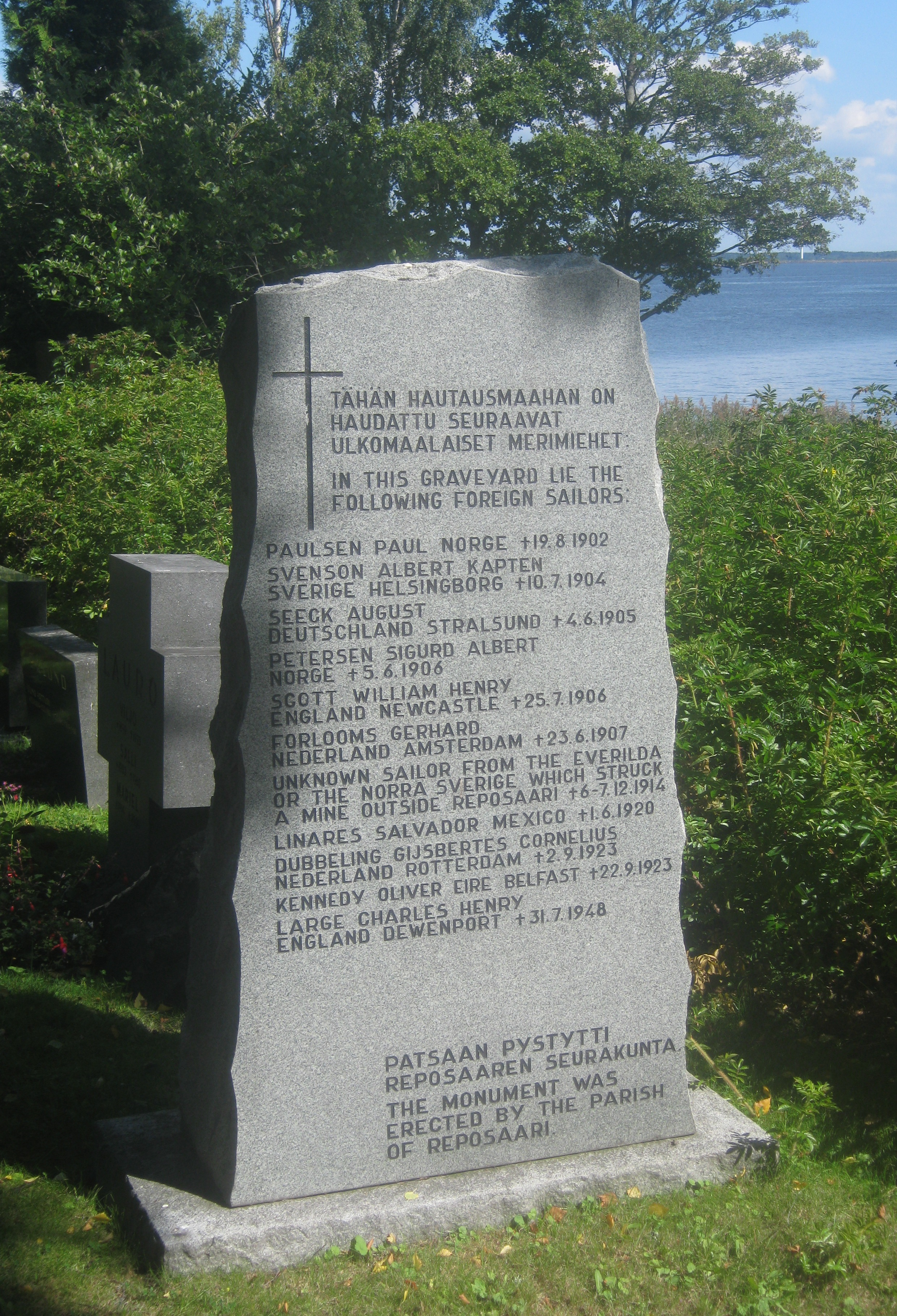
Minnesmärke av utländska sjömän
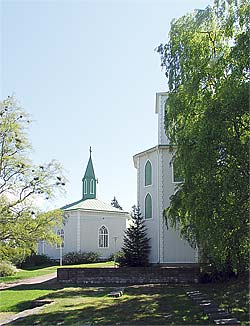
Räfsö kyrka
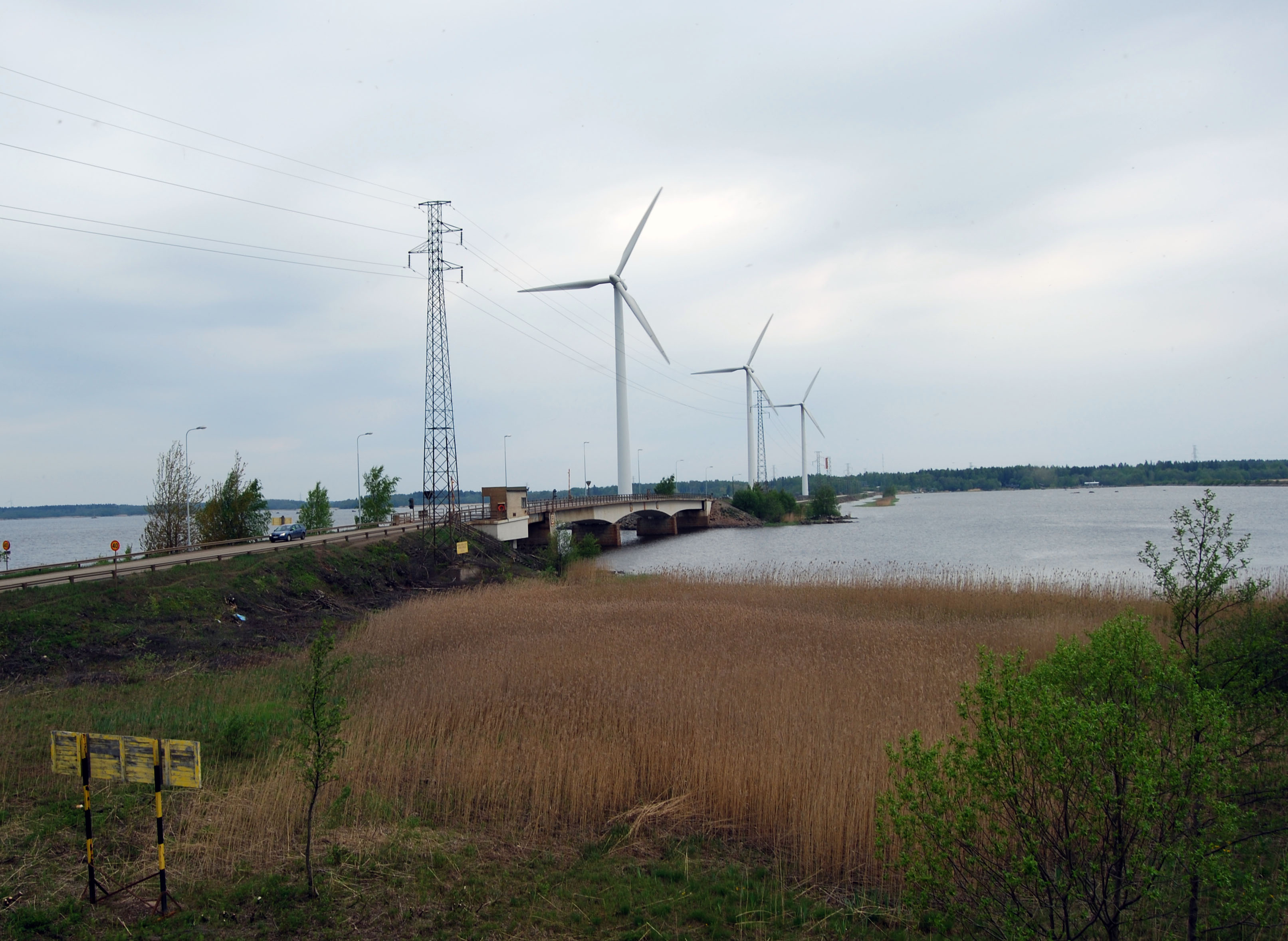
Bron till Räfsö